# Список Героев Советского Союза (Филимонов — Фуфачёв)
В настоящем списке представлены в алфавитном порядке все Герои Советского Союза, чьи фамилии начинаются с буквы «Ф» (всего 249 человек, из них пять удостоены звания дважды). Список содержит даты Указов Президиума Верховного Совета СССР о присвоении звания, информацию о роде войск, должности и воинском звании Героев на дату представления к присвоению звания Героя Советского Союза, годах их жизни.
- Персиковым цветом  в таблице выделены Герои, удостоенные звания дважды и более раз.
- Серым цветом  в таблице выделены Герои, представленные к званию посмертно.

| Навигационная таблица | Навигационная таблица                    |
| --------------------- | ---------------------------------------- |
| «Ф»                   | Фабричнов Василий — Филимоненков Василий |
| «Ф»                   | Филимонов Александр — Фуфачёв Владимир   |

| № п/п | Фамилия Имя Отчество                                                | Дата Указа            | Род войск    | Должность | Звание                               | Годы жизни              | БС ГС НЛ                        |
| ----- | ------------------------------------------------------------------- | --------------------- | ------------ | --- | ------------------------------------ | ----------------------- | ------------------------------- |
| 124   | Филимонов Александр Андреевич бел. Філімонаў Аляксандр Андрэевіч    | 27.06.1945            | танкист      | командир танковой роты 55-го гвардейского танкового полка 12-й гвардейской механизированной бригады 5-го гвардейского механизированного корпуса 4-й гвардейской танковой армии 1-го Украинского фронта                                    | гвардии старший лейтенант            | 09.05.1918 — 31.12.2007 | [ БС 1 ] [ ГС 1 ] [ НЛ 1 ]      |
| 125   | Филимонов Иван Максимович                                           | 25.10.1943            | пехота       | командир батальона 667-го стрелкового полка 218-й стрелковой дивизии 47-й армии Воронежского фронта | капитан                              | 20.01.1921 — 17.07.1961 | [ БС 1 ] [ ГС 2 ] [ НЛ 2 ]      |
| 126   | Филимонов Михаил Васильевич                                         | 16.10.1943            | комиссар     | комсорг батальона 360-го стрелкового полка 74-й стрелковой дивизии 13-й армии Центрального фронта | старший сержант                      | 05.06.1922 — 23.02.2009 | [ БС 1 ] [ ГС 3 ] [ НЛ 3 ]      |
| 127   | Филимонов Пётр Ивлевич                                              | 15.05.1946            | танкист      | командир взвода танков Т-34 41-й гвардейской танковой бригады 7-го механизированного корпуса 2-го Украинского фронта | гвардии младший лейтенант            | 22.08.1922 — 19.04.1945 | [ БС 1 ] [ ГС 4 ] [ НЛ 4 ]      |
| 128   | Филин Леонид Алексеевич                                             | 19.08.1944            | авиация      | заместитель командира эскадрильи 10-го гвардейского авиационного полка 3-й гвардейской авиационной дивизии 3-го гвардейского авиационного корпуса Авиации дальнего действия                                                               | гвардии капитан                      | 18.08.1915 — 20.02.1975 | [ БС 1 ] [ ГС 5 ] [ НЛ 5 ]      |
| 129   | Филин Михаил Иванович                                               | 24.03.1945            | пехота       | командир взвода роты автоматчиков 325-го стрелкового полка 14-й стрелковой дивизии 14-й армии Карельского фронта | лейтенант                            | 15.04.1922 — 11.02.1970 | [ БС 2 ] [ ГС 6 ] [ НЛ 6 ]      |
| 130   | Филипенко Леонид Николаевич укр. Філіпенко Леонід Миколайович       | 19.04.1945            | пехота       | командир батальона 413-го стрелкового полка 73-й стрелковой дивизии 48-й армии 3-го Белорусского фронта | капитан                              | 05.03.1914 — 27.01.2012 | [ БС 3 ] [ ГС 7 ] [ НЛ 7 ]      |
| 131   | Филиппенко Николай Михайлович                                       | 14.02.1943            | танкист      | командир 19-й танковой бригады 26-го танкового корпуса 5-й танковой армии Юго-Западного фронта | подполковник                         | 15.10.1907 — 19.09.1981 | [ БС 3 ] [ ГС 8 ] [ НЛ 8 ]      |
| 132   | Филиппов Александр Александрович                                    | 17.10.1943            | артиллерия   | командир орудия 200-го гвардейского лёгкого артиллерийского полка 3-й гвардейской лёгкой артиллерийской бригады 1-й гвардейской артиллерийской дивизии РГК в составе 60-й армии Центрального фронта                                       | гвардии сержант                      | 05.12.1917 — 25.02.1990 | [ БС 3 ] [ ГС 9 ] [ НЛ 9 ]      |
| 133   | Филиппов Александр Васильевич                                       | 26.10.1943            | артиллерия   | наводчик орудия 158-го гвардейского артиллерийского полка 78-й гвардейской стрелковой дивизии 7-й гвардейской армии Степного фронта | гвардии сержант                      | 10.01.1918 — 18.10.1975 | [ БС 3 ] [ ГС 10 ] [ НЛ 10 ]    |
| 134   | Филиппов Александр Иванович                                         | 29.06.1945            | комиссар     | комсорг батальона 550-го стрелкового полка 126-й стрелковой дивизии 43-й армии 3-го Белорусского фронта | гвардии младший лейтенант            | 01.05.1924 — 30.04.2010 | [ БС 3 ] [ ГС 11 ] [ НЛ 11 ]    |
| 135   | Филиппов Алексей Фёдорович                                          | 24.03.1945            | пехота       | командир отделения 89-го стрелкового полка 23-й стрелковой дивизии 61-й армии 1-го Белорусского фронта | младший сержант                      | 14.07.1925 — 02.07.2005 | [ БС 3 ] [ ГС 12 ] [ НЛ 12 ]    |
| 136   | Филиппов Василий Макарович                                          | 24.03.1945            | артиллерия   | командир батареи 299-го гвардейского артиллерийского полка 129-й гвардейской стрелковой дивизии 1-й гвардейской армии 4-го Украинского фронта                                                                                             | гвардии старший лейтенант            | 14.01.1921 — 05.10.1944 | [ БС 4 ] [ ГС 13 ] [ НЛ 13 ]    |
| 137   | Филиппов Георгий Иванович                                           | 31.05.1945            | инженер      | сапёр 84-го отдельного штурмового инженерно-сапёрного батальона 17-й штурмовая инженерно-сапёрной бригады РГК в составе 5-й ударной армии 1-го Белорусского фронта                                                                        | красноармеец                         | 1924 — 10.03.1945       | [ БС 5 ] [ ГС 14 ] [ НЛ 14 ]    |
| 138   | Филиппов Георгий Николаевич                                         | 14.02.1943            | танкист      | командир 14-й мотострелковой бригады 26-го танкового корпуса 5-й танковой армии Юго-Западного фронта | подполковник                         | 23.12.1902 — 07.04.1978 | [ БС 5 ] [ ГС 15 ] [ НЛ 15 ]    |
| 139   | Филиппов Гордей Иванович                                            | 27.06.1945            | артиллерия   | наводчик орудия 530-го армейского истребительно-противотанкового артиллерийского полка 28-й армии 1-го Украинского фронта | красноармеец                         | 01.01.1904 — 14.09.1982 | [ БС 5 ] [ ГС 16 ] [ НЛ 16 ]    |
| 140   | Филиппов Григорий Андреевич                                         | 24.03.1945            | комиссар     | комсорг батальона 610-го стрелкового полка 203-й стрелковой дивизии 53-й армии 2-го Украинского фронта | сержант                              | 22.02.1922 — 03.12.2008 | [ БС 5 ] [ ГС 17 ] [ НЛ 17 ]    |
| 141   | Филиппов Григорий Фёдорович                                         | 04.02.1944            | авиация      | командир эскадрильи 91-го гвардейского штурмового авиационного полка 4-й гвардейской штурмовой авиационной дивизии 5-го штурмового авиационного корпуса 2-й воздушной армии Воронежского фронта                                           | гвардии старший лейтенант            | 05.11.1909 — 03.02.1975 | [ БС 5 ] [ ГС 18 ] [ НЛ 18 ]    |
| 142   | Филиппов Иван Иванович                                              | 10.01.1944            | артиллерия   | командир роты 82-мм миномётов миномётного батальона 71-й механизированной бригады 9-го механизированного корпуса 3-й гвардейской танковой армии 1-го Украинского фронта                                                                   | лейтенант                            | 19.05.1912 — 12.03.1944 | [ БС 6 ] [ ГС 19 ] [ НЛ 19 ]    |
| 143   | Филиппов Николай Антонович                                          | 31.05.1945            | морской флот | командир полуглиссера ПГ-105 1-го отдельного отряда полуглиссеров 1-й бригады речных кораблей Днепровской военной флотилии | старший краснофлотец                 | 20.02.1923 — 24.04.1945 | [ БС 7 ] [ ГС 20 ] [ НЛ 20 ]    |
| 144   | Филипповский Иван Митрофанович                                      | 27.06.1945            | пехота       | командир батальона 293-го гвардейского стрелкового полка 96-й гвардейской стрелковой дивизии 28-й армии 1-го Украинского фронта | гвардии капитан                      | 15.09.1909 — 18.09.1992 | [ БС 7 ] [ ГС 21 ] [ НЛ 21 ]    |
| 145   | Филипских Евгений Фёдорович                                         | 15.08.1944            | партизан     | активный участник партизанской борьбы в Белоруссии, командир партизанской бригады «Пламя» | —                                    | 28.06.1914 — 10.06.1953 | [ БС 7 ] [ ГС 22 ] [ НЛ 22 ]    |
| 146   | Филипченко Анатолий Васильевич                                      | 22.10.1969 11.12.1974 | космонавт    | командир космического корабля «Союз-7» командир космического корабля «Союз-16» | полковник                            | 26.02.1928 — 07.08.2022 | ——                              |
| 147   | Филипченков Сергей Викторович                                       | 31.07.1986            | авиация      | командир экипажа вертолёта Ми-24 50-го отдельного смешанного авиационного полка ВВС 40-й армии Ограниченного контингента советских войск в Афганистане                                                                                    | капитан                              | род. 11.08.1960         | ——                              |
| 148   | Филипьев Юрий Петрович                                              | 19.03.1973            | морской флот | гидронавт-испытатель 19-го Центра Министерства обороны СССР | капитан 2-го ранга                   | 05.03.1934 — 22.12.2004 | ——                              |
| 149   | Филоненко Борис Николаевич укр. Філоненко Борис Миколайович         | 26.10.1943            | артиллерия   | командир огневого взвода 1669-го истребительно-противотанкового артиллерийского полка 7-й гвардейской армии Степного фронта | лейтенант                            | 10.04.1924 — 18.01.1949 | [ БС 7 ] [ ГС 26 ] [ НЛ 23 ]    |
| 150   | Филоненко Николай Иванович                                          | 22.07.1944            | артиллерия   | командир орудия 619-го артиллерийского полка 179-й стрелковой дивизии 43-й армии 1-го Прибалтийского фронта | сержант                              | 05.08.1923 — 16.03.1999 | [ БС 7 ] [ ГС 27 ] [ НЛ 24 ]    |
| 151   | Филоненко Пётр Евдокимович укр. Філоненко Петро Євдокимович         | 10.01.1944            | инженер      | заместитель по строевой части командира 392-го отдельного сапёрного батальона 232-й стрелковой дивизии 38-й армии Воронежского фронта | капитан                              | 12.07.1912 — 10.04.1971 | [ БС 8 ] [ ГС 28 ] [ НЛ 25 ]    |
| 152   | Филонов Александр Григорьевич                                       | 24.03.1945            | пехота       | командир батальона 364-го стрелкового полка 139-й стрелковой дивизии 50-й армии 2-го Белорусского фронта | капитан                              | 05.09.1920 — 12.04.1995 | [ БС 9 ] [ ГС 29 ] [ НЛ 26 ]    |
| 153   | Филонов Иван Филиппович укр. Філонов Іван Пилипович                 | 01.07.1944            | авиация      | заместитель командира эскадрильи 672-го штурмового авиационного полка 306-й штурмовой авиационной дивизии 9-го смешанного авиационного корпуса 17-й воздушной армии 3-го Украинского фронта                                               | старший лейтенант                    | 01.01.1918 — 20.10.1944 | [ БС 9 ] [ ГС 30 ] [ НЛ 27 ]    |
| 154   | Философов Александр Александрович                                   | 24.03.1945            | пехота       | командир взвода противотанковых ружей 294-го стрелкового полка 184-й стрелковой дивизии 5-й армии 3-го Белорусского фронта | гвардии лейтенант                    | 03.11.1924 — 28.08.1984 | [ БС 9 ] [ ГС 31 ] [ НЛ 28 ]    |
| 155   | Филько Иван Яковлевич                                               | 31.05.1945            | кавалерия    | командир эскадрона 12-го гвардейского кавалерийского полка 3-й гвардейской кавалерийской дивизии 2-го гвардейского кавалерийского корпуса 1-го Белорусского фронта                                                                        | гвардии старший лейтенант            | 01.02.1915 — 01.05.1945 | [ БС 9 ] [ ГС 32 ] [ НЛ 29 ]    |
| 156   | Фильков Василий Петрович                                            | 04.01.1944            | партизан     | активный участник партизанской борьбы на Украине, командир партизанского отряда имени 25-летия Советской Украины | —                                    | 10.08.1913 — 14.04.1943 | [ БС 9 ] [ ГС 33 ] [ НЛ 30 ]    |
| 157   | Фильчаков Иван Яковлевич                                            | 22.02.1944            | инженер      | командир отделения 248-го отдельного мото-инженерного батальона Степного фронта | старший сержант                      | 26.09.1914 — 17.02.1981 | [ БС 9 ] [ ГС 34 ] [ НЛ 31 ]    |
| 158   | Фильченков Николай Дмитриевич                                       | 23.10.1942            | комиссар     | начальник клуба 18-го отдельного батальона морской пехоты Береговой обороны Черноморского флота | политрук                             | 02.04.1907 — 07.11.1941 | ——                              |
| 159   | Фильченков Сергей Яковлевич                                         | 26.10.1944            | авиация      | штурман экипажа 128-го бомбардировочного авиационного полка 241-й бомбардировочной авиационной дивизии 3-го бомбардировочного авиационного корпуса 16-й воздушной армии 1-го Белорусского фронта                                          | младший лейтенант                    | 18.03.1915 — 30.11.1965 | [ БС 10 ] [ ГС 36 ] [ НЛ 32 ]   |
| 160   | Финаков Константин Кириллович                                       | 17.11.1943            | связисты     | командир радиоотделения мотострелкового батальона 69-й механизированной бригады 9-го механизированного корпуса 3-й гвардейской танковой армии Воронежского фронта                                                                         | старший сержант                      | 17.02.1921 — 04.02.1945 | [ БС 10 ] [ ГС 37 ] [ НЛ 33 ]   |
| 161   | Финютин Иван Иванович                                               | 27.02.1945            | артиллерия   | механик-водитель самоходной артиллерийской установки М10 387-го гвардейского самоходного артиллерийского полка 12-го гвардейского танкового корпуса 2-й гвардейской танковой армии 1-го Белорусского фронта                               | гвардии старший сержант              | 02.09.1921 — 20.02.2002 | [ БС 10 ] [ ГС 38 ] [ НЛ 34 ]   |
| 162   | Фионин Сергей Семёнович                                             | 16.10.1943            | артиллерия   | командир орудия 6-го артиллерийского полка 74-й стрелковой дивизии 13-й армии Центрального фронта | сержант                              | 18.07.1921 — 13.05.1978 | [ БС 10 ] [ ГС 39 ] [ НЛ 35 ]   |
| 163   | Фионов Иван Данилович                                               | 16.10.1943            | медики       | командир санитарного взвода 360-го стрелкового полка 74-й стрелковой дивизии 13-й армии Центрального фронта | младший лейтенант медицинской службы | 29.09.1923 — 29.09.1943 | [ БС 10 ] [ ГС 40 ] [ НЛ 36 ]   |
| 164   | Фирсов Александр Васильевич                                         | 07.03.1945            | морской флот | химист 66-го отдельного отряда дымомаскировки и дегазации Днепровской военной флотилии | краснофлотец                         | 24.03.1914 — 23.10.1952 | [ БС 10 ] [ ГС 41 ] [ НЛ 37 ]   |
| 165   | Фирсов Александр Яковлевич                                          | 08.09.1945            | пехота       | заместитель командира отделения 567-го стрелкового полка 384-й стрелковой дивизии 25-й армии 1-го Дальневосточного фронта | младший сержант                      | 11.08.1925 — 11.08.1945 | [ БС 10 ] [ ГС 42 ] [ НЛ 38 ]   |
| 166   | Фирсов Иван Иванович                                                | 16.10.1943            | пехота       | пулемётчик 4-го гвардейского стрелкового полка 6-й гвардейской стрелковой дивизии 13-й армии Центрального фронта | гвардии младший сержант              | 10.02.1916 — 06.10.1985 | [ БС 11 ] [ ГС 43 ] [ НЛ 39 ]   |
| 167   | Фирсов Илья Петрович                                                | 21.05.1940            | авиация      | командир скоростной бомбардировочной авиационной эскадрильи 80-го смешанного авиационного полка ВВС 9-й армии | майор                                | 15.07.1905 — 14.08.1943 | [ БС 12 ] [ ГС 44 ] [ НЛ 40 ]   |
| 168   | Фирсов Николай Александрович                                        | 24.03.1945            | танкист      | командир танковой роты 198-го танкового полка 6-й гвардейской кавалерийской дивизии 3-го гвардейского кавалерийского корпуса 3-го Белорусского фронта                                                                                     | старший техник-лейтенант             | 03.12.1922 — 28.05.2007 | [ БС 12 ] [ ГС 45 ] [ НЛ 41 ]   |
| 169   | Фирсов Николай Яковлевич                                            | 15.01.1944            | инженер      | командир сапёрного отделения 12-го отдельного сапёрного батальона 106-й стрелковой дивизии 65-й армии Центрального фронта | старший сержант                      | 30.11.1919 — 04.10.1997 | [ БС 12 ] [ ГС 46 ] [ НЛ 42 ]   |
| 170   | Фирсов Павел Андреевич                                              | 06.04.1945            | генерал      | командир 26-го гвардейского стрелкового корпуса 5-й ударной армии 1-го Белорусского фронта | гвардии генерал-майор                | 13.12.1901 — 15.02.1964 | [ БС 12 ] [ ГС 47 ] [ НЛ 43 ]   |
| 171   | Фисанович Израиль Ильич                                             | 03.04.1942            | морской флот | командир подводной лодки М-172 4-го дивизиона бригады подводных лодок Северного флота | капитан-лейтенант                    | 23.11.1914 — 27.07.1944 | [ БС 12 ] [ ГС 48 ] [ НЛ 44 ]   |
| 172   | Фищук Василий Максимович укр. Фіщук Василь Максимович               | 27.06.1945            | авиация      | штурман звена 160-го гвардейского бомбардировочного авиационного полка 8-й гвардейской бомбардировочной авиационной дивизии 6-го гвардейского бомбардировочного авиационного корпуса 2-й воздушной армии 1-го Украинского фронта          | гвардии старший лейтенант            | 15.07.1921 — 12.03.1991 | [ БС 12 ] [ ГС 49 ] [ НЛ 45 ]   |
| 173   | Флейшман Алексей Дементьевич укр. Флейшман Олексій Дементійович     | 24.08.1943            | авиация      | заместитель командира эскадрильи 4-го истребительного авиационного полка 287-й истребительной авиационной дивизии 4-й воздушной армии Северо-Кавказского фронта                                                                           | старший лейтенант                    | 29.07.1917 — 01.09.2006 | [ БС 12 ] [ ГС 50 ] [ НЛ 46 ]   |
| 174   | Флоренко Алексей Васильевич                                         | 25.09.1944            | артиллерия   | командир огневого взвода 280-го гвардейского истребительно-противотанкового артиллерийского полка 3-й гвардейской истребительно-противотанковой артиллерийской бригады РГК в составе 65-й армии 1-го Белорусского фронта                  | гвардии младший лейтенант            | 07.02.1922 — 25.07.1944 | [ БС 13 ] [ ГС 51 ] [ НЛ 47 ]   |
| 175   | Фогель Ян Янович латыш. Fogelis Jānis                               | 10.04.1945            | генерал      | командир 120-й гвардейской стрелковой дивизии 3-й армии 2-го Белорусского фронта | гвардии генерал-майор                | 24.12.1898 — 09.07.1944 | [ БС 14 ] [ ГС 52 ] [ НЛ 48 ]   |
| 176   | Фогилев Владимир Николаевич                                         | 29.06.1945            | авиация      | старший лётчик 75-го гвардейского штурмового авиационного полка 1-й гвардейской штурмовой авиационной дивизии 1-й воздушной армии 3-го Белорусского фронта                                                                                | гвардии лейтенант                    | 30.10.1922 — 18.08.1978 | [ БС 14 ] [ ГС 53 ] [ НЛ 49 ]   |
| 177   | Фокин Александр Иванович                                            | 24.03.1945            | пехота       | командир роты автоматчиков 172-го гвардейского стрелкового полка 57-й гвардейской стрелковой дивизии 8-й гвардейской армии 1-го Белорусского фронта                                                                                       | гвардии старший лейтенант            | 15.11.1911 — 15.05.1989 | [ БС 14 ] [ ГС 54 ] [ НЛ 50 ]   |
| 178   | Фокин Андрей Петрович                                               | 29.06.1945            | пехота       | командир 320-го гвардейского стрелкового полка 129-й гвардейской стрелковой дивизии 1-й гвардейской армии 4-го Украинского фронта | гвардии полковник                    | 22.08.1902 — 30.08.1980 | [ БС 14 ] [ ГС 55 ] [ НЛ 51 ]   |
| 179   | Фокин Афанасий Иванович                                             | 16.05.1944            | авиация      | командир эскадрильи 36-го минно-торпедного авиационного полка 1-й минно-торпедной авиационной дивизии ВВС Черноморского флота | майор                                | 24.04.1907 — 14.01.1953 | [ БС 14 ] [ ГС 56 ] [ НЛ 52 ]   |
| 180   | Фокин Виктор Никитович                                              | 22.07.1944            | пехота       | командир отделения 801-го стрелкового полка 235-й стрелковой дивизии 43-й армии 1-го Прибалтийского фронта | младший сержант                      | 28.06.1922 — 28.10.2010 | [ БС 15 ] [ ГС 57 ] [ НЛ 53 ]   |
| 181   | Фокин Владимир Иванович                                             | 17.10.1943            | артиллерия   | наводчик орудия 1178-го армейского истребительно-противотанкового артиллерийского полка 60-й армии Центрального фронта | сержант                              | 19.07.1897 — 06.10.1943 | [ БС 16 ] [ ГС 58 ] [ НЛ 54 ]   |
| 182   | Фокин Григорий Николаевич                                           | 05.11.1942            | танкист      | командир роты тяжёлых танков КВ-1 6-го танкового батальона 6-й танковой бригады Сталинградского фронта | старший лейтенант                    | 29.11.1911 — 05.04.1945 | [ БС 16 ] [ ГС 59 ] [ НЛ 55 ]   |
| 183   | Фоломеев Дмитрий Сергеевич                                          | 21.04.1943            | танкист      | командир танкового взвода 306-го танкового батальона 106-й танковой бригады 12-го танкового корпуса 3-й танковой армии Воронежского фронта                                                                                                | лейтенант                            | 18.09.1913 — 04.07.1954 | [ БС 16 ] [ ГС 60 ] [ НЛ 56 ]   |
| 184   | Фоменко Николай Максимович                                          | 15.05.1946            | артиллерия   | командир батареи 76-мм пушек 469-го стрелкового полка 150-й стрелковой дивизии 3-й ударной армии 1-го Белорусского фронта | старший лейтенант                    | 19.12.1923 — 05.05.2000 | [ БС 16 ] [ ГС 61 ] [ НЛ 57 ]   |
| 185   | Фоменков Фёдор Васильевич                                           | 22.02.1944            | авиация      | командир эскадрильи 7-го гвардейского штурмового авиационного полка 9-й штурмовой авиационной дивизии ВВС Балтийского флота | гвардии старший лейтенант            | 17.12.1921 — 30.04.2008 | [ БС 16 ] [ ГС 62 ] [ НЛ 58 ]   |
| 186   | Фомин Василий Матвеевич                                             | 19.04.1945            | пехота       | командир пулемётной роты 113-го стрелкового полка 32-й стрелковой дивизии 4-й ударной армии 1-го Прибалтийского фронта | капитан                              | 07.03.1908 — 29.01.1945 | [ БС 16 ] [ ГС 63 ] [ НЛ 59 ]   |
| 187   | Фомин Владимир Васильевич укр. Фомін Володимир Васильович           | 31.05.1945            | медики       | санинструктор 246-го гвардейского стрелкового полка 82-й гвардейской стрелковой дивизии 8-й гвардейской армии 1-го Белорусского фронта | гвардии старшина медицинской службы  | 01.02.1925 — 10.12.2000 | [ БС 16 ] [ ГС 64 ] [ НЛ 60 ]   |
| 188   | Фомин Евгений Александрович укр. Фомін Євген Олександрович          | 26.10.1944            | авиация      | командир эскадрильи 166-го гвардейского штурмового авиационного полка 10-й гвардейской штурмовой авиационной дивизии 2-й воздушной армии 1-го Украинского фронта                                                                          | гвардии капитан                      | 28.03.1915 — 19.10.1997 | [ БС 17 ] [ ГС 65 ] [ НЛ 61 ]   |
| 189   | Фомин Иван Николаевич                                               | 27.02.1945            | танкист      | механик-водитель танка Т-34 49-й гвардейской танковой бригады 12-го гвардейского танкового корпуса 2-й гвардейской танковой армии 1-го Белорусского фронта                                                                                | гвардии старшина                     | 21.01.1907 — 11.07.1994 | [ БС 18 ] [ ГС 66 ] [ НЛ 62 ]   |
| 190   | Фомин Михаил Сергеевич                                              | 07.08.1943            | артиллерия   | наводчик орудия 159-го гвардейского артиллерийского полка 75-й гвардейской стрелковой дивизии 13-й армии Центрального фронта | гвардии сержант                      | 25.09.1923 — 11.07.1943 | [ БС 18 ] [ ГС 67 ] [ НЛ 63 ]   |
| 191   | Фомин Николай Иванович                                              | 19.08.1944            | авиация      | командир звена 9-го гвардейского авиационного полка 7-й гвардейской авиационной дивизии 3-го гвардейского авиационного корпуса Авиации дальнего действия                                                                                  | гвардии капитан                      | 06.09.1921 — 13.06.1988 | [ БС 18 ] [ ГС 68 ] [ НЛ 64 ]   |
| 192   | Фомин Николай Никитович                                             | 05.11.1942            | танкист      | заместитель командира роты тяжёлых танков 5-й гвардейской танковой бригады 6-й армии Юго-Западного фронта | гвардии лейтенант                    | 08.05.1920 — 13.02.1942 | [ БС 18 ] [ ГС 69 ] [ НЛ 65 ]   |
| 193   | Фомин Николай Петрович                                              | 22.07.1944            | пехота       | командир батальона 272-го гвардейского стрелкового полка 90-й гвардейской стрелковой дивизии 6-й гвардейской армии 1-го Прибалтийского фронта                                                                                             | гвардии майор                        | 24.11.1914 — 03.07.1944 | [ БС 18 ] [ ГС 70 ] [ НЛ 66 ]   |
| 194   | Фомин Николай Сергеевич                                             | 28.04.1945            | генерал      | командующий артиллерией 2-го Украинского фронта | генерал-полковник артиллерии         | 19.07.1895 — 14.04.1987 | [ БС 18 ] [ ГС 71 ] [ НЛ 67 ]   |
| 195   | Фомин Сергей Семёнович                                              | 23.02.1945            | авиация      | заместитель командира и штурман эскадрильи 525-го штурмового авиационного полка 227-й штурмовой авиационной дивизии 8-го штурмового авиационного корпуса 8-й воздушной армии 4-го Украинского фронта                                      | старший лейтенант                    | 21.10.1915 — 04.08.1989 | [ БС 18 ] [ ГС 72 ] [ НЛ 68 ]   |
| 196   | Фомин Фёдор Фролович                                                | 06.02.1942            | танкист      | командир танкового взвода 124-й отдельной танковой бригады Ленинградского фронта | лейтенант                            | 16.02.1915 — 16.02.1942 | [ БС 19 ] [ ГС 73 ] [ НЛ 69 ]   |
| 197   | Фоминых Евгений Иванович                                            | 29.05.1945            | генерал      | командир 25-го танкового корпуса 3-й гвардейской армии 1-го Украинского фронта | генерал-майор танковых войск         | 24.12.1906 — 22.05.1977 | [ БС 20 ] [ ГС 74 ] [ НЛ 70 ]   |
| 198   | Фоминых Николай Фёдорович                                           | 03.06.1944            | пехота       | стрелок 372-го стрелкового полка 218-й стрелковой дивизии 47-й армии 1-го Украинского фронта | красноармеец                         | 09.05.1923 — 21.10.1943 | [ БС 20 ] [ ГС 75 ] [ НЛ 71 ]   |
| 199   | Фомичёв Иван Васильевич                                             | 24.03.1945            | пехота       | командир пулемётного расчёта 1030-го стрелкового полка 260-й стрелковой дивизии 47-й армии 1-го Белорусского фронта | младший сержант                      | 20.01.1919 — 25.06.1980 | [ БС 20 ] [ ГС 76 ] [ НЛ 72 ]   |
| 200   | Фомичёв Константин Никандрович                                      | 20.12.1943            | пехота       | командир отделения мотострелкового батальона 19-й механизированной бригады 1-го механизированного корпуса 37-й армии Степного фронта | сержант                              | 1918 ― 1943             | [ БС 20 ] [ ГС 77 ] [ НЛ 73 ]   |
| 201   | Фомичёв Михаил Арсентьевич                                          | 21.03.1940            | комиссар     | политрук роты 355-го стрелкового полка 100-й стрелковой дивизии 7-й армии Северо-Западного фронта | старший политрук                     | 22.10.1909 — 12.10.1941 | [ БС 20 ] [ ГС 78 ] [ НЛ 74 ]   |
| 202   | Фомичёв Михаил Георгиевич                                           | 23.09.1944 31.05.1945 | танкист      | командир 63-й гвардейской танковой бригады 10-го гвардейского танкового корпуса 4-й танковой армии 1-го Украинского фронта | гвардии полковник                    | 08.10.1911 — 18.11.1987 | [ БС 20 ] [ ГС 79 ] [ НЛ 75 ]   |
| 203   | Фомичёв Павел Никитович                                             | 24.12.1943            | артиллерия   | командир батареи 969-го артиллерийского полка 60-й стрелковой дивизии 65-й армии Белорусского фронта | старший лейтенант                    | 15.07.1912 — 19.07.1956 | [ БС 20 ] [ ГС 80 ] [ НЛ 76 ]   |
| 204   | Фомичёв Пётр Ильич                                                  | 09.02.1944            | артиллерия   | командир огневого взвода 1454-го самоходного артиллерийского полка РГК в составе 3-й гвардейской танковой армии 1-го Украинского фронта                                                                                                   | лейтенант                            | 1915 — 11.11.1943       | [ БС 21 ] [ ГС 81 ] [ НЛ 77 ]   |
| 205   | Фомичёв Фёдор Ильич                                                 | 29.06.1945            | инженер      | командир отделения 87-го отдельного моторизированного понтонно-мостового батальона 65-й армии 2-го Белорусского фронта | старший сержант                      | 1913 — 19.03.1975       | [ БС 21 ] [ ГС 82 ] [ НЛ 78 ]   |
| 206   | Фомичёва Клавдия Яковлевна                                          | 18.08.1945            | авиация      | командир эскадрильи 125-го гвардейского бомбардировочного авиационного полка 4-й гвардейской бомбардировочной авиационной дивизии 5-го гвардейского бомбардировочного авиационного корпуса 3-й воздушной армии 1-го Прибалтийского фронта | гвардии капитан                      | 25.12.1917 — 06.10.1958 | [ БС 21 ] [ ГС 83 ] [ НЛ 79 ]   |
| 207   | Фомченков Константин Фёдорович                                      | 24.08.1943            | авиация      | заместитель командира эскадрильи 19-го гвардейского истребительного авиационного полка 258-й смешанной авиационной дивизии 7-й воздушной армии Карельского фронта                                                                         | гвардии капитан                      | 20.10.1918 — 24.02.1944 | [ БС 21 ] [ ГС 84 ] [ НЛ 80 ]   |
| 208   | Фонарёв Иван Петрович                                               | 29.06.1945            | авиация      | командир звена 74-го гвардейского штурмового авиационного полка 1-й гвардейской штурмовой авиационной дивизии 1-й воздушной армии 3-го Белорусского фронта                                                                                | гвардии старший лейтенант            | 29.12.1918 — 19.09.1973 | [ БС 21 ] [ ГС 85 ] [ НЛ 81 ]   |
| 209   | Фонов Николай Яковлевич                                             | 24.12.1943            | артиллерия   | командир орудия 59-го артиллерийского полка 30-й стрелковой дивизии 47-й армии Воронежского фронта | сержант                              | 24.10.1911 — 27.11.1950 | [ БС 21 ] [ ГС 86 ] [ НЛ 82 ]   |
| 210   | Форзун Яков Цалевич ивр. פורזון יעקב‎                                | 22.07.1944            | пехота       | пулемётчик 199-го гвардейского стрелкового полка 67-й гвардейской стрелковой дивизии 6-й гвардейской армии 1-го Прибалтийского фронта | гвардии красноармеец                 | 06.11.1924 — 06.06.2015 | [ БС 22 ] [ ГС 87 ] [ НЛ 83 ]   |
| 211   | Фофанов Алексей Иванович                                            | 10.01.1944            | танкист      | командир роты танков Т-34 344-го танкового батальона 91-й отдельной танковой бригады 3-й гвардейской танковой армии 1-го Украинского фронта                                                                                               | старший лейтенант                    | 06.11.1915 — 06.06.1986 | [ БС 23 ] [ ГС 88 ] [ НЛ 84 ]   |
| 212   | Фошин Иван Николаевич                                               | 27.02.1945            | пехота       | командир роты 180-го гвардейского стрелкового полка 60-й гвардейской стрелковой дивизии 5-й ударной армии 1-го Белорусского фронта | гвардии лейтенант                    | 01.02.1921 — 14.01.1945 | [ БС 23 ] [ ГС 89 ] [ НЛ 85 ]   |
| 213   | Фрадков Ефим Борисович                                              | 29.06.1945            | артиллерия   | командир орудия 971-го артиллерийского полка 110-й стрелковой дивизии 50-й армии 3-го Белорусского фронта | старший сержант                      | 04.11.1921 — 03.11.1990 | [ БС 23 ] [ ГС 90 ] [ НЛ 86 ]   |
| 214   | Францев Евгений Иванович                                            | 19.08.1944            | авиация      | лётчик 9-го гвардейского минно-торпедного авиационного полка 5-й минно-торпедной авиационной дивизии ВВС Северного флота | гвардии старший лейтенант            | 08.03.1922 — 15.09.1944 | [ БС 23 ] [ ГС 91 ] [ НЛ 87 ]   |
| 215   | Франчук Карп Яковлевич укр. Франчук Карпо Якович                    | 18.08.1945            | авиация      | штурман эскадрильи 650-го бомбардировочного авиационного полка 188-й бомбардировочной авиационной дивизии 15-й воздушной армии 2-го Прибалтийского фронта                                                                                 | капитан                              | 13.10.1915 — 29.11.1956 | [ БС 23 ] [ ГС 92 ] [ НЛ 88 ]   |
| 216   | Фроленков Андрей Григорьевич                                        | 30.10.1943            | пехота       | командир 193-й стрелковой дивизии 65-й армии Центрального фронта | полковник                            | 14.09.1904 — 01.10.1965 | [ БС 23 ] [ ГС 93 ] [ НЛ 89 ]   |
| 217   | Фроликов Дмитрий Георгиевич                                         | 24.03.1945            | танкист      | командир танкового взвода 4-й гвардейской танковой бригады 2-го гвардейского танкового корпуса 11-й гвардейской армии 3-го Белорусского фронта                                                                                            | гвардии младший лейтенант            | 08.11.1918 — 02.02.1945 | [ БС 23 ] [ ГС 94 ] [ НЛ 90 ]   |
| 218   | Фролов Александр Павлович                                           | 06.05.1965            | авиация      | заместитель командира и штурман эскадрильи 659-го истребительного авиационного полка 288-й истребительной авиационной дивизии 17-й воздушной армии 3-го Украинского фронта                                                                | капитан                              | 27.09.1921 — 10.10.1994 | ——                              |
| 219   | Фролов Александр Фёдорович                                          | 21.03.1940            | танкист      | старший механик-водитель танка 62-го танкового полка 86-й стрелковой дивизии 7-й армии Северо-Западного фронта | отделенный командир                  | 1915 — 28.06.1941       | [ БС 24 ] [ ГС 96 ] [ НЛ 91 ]   |
| 220   | Фролов Александр Филиппович                                         | 31.12.1942            | авиация      | штурман звена 5-го гвардейского авиационного полка 50-й авиационной дивизии Авиации дальнего действия | гвардии старший лейтенант            | 23.11.1918 — 11.01.1995 | [ БС 24 ] [ ГС 97 ] [ НЛ 92 ]   |
| 221   | Фролов Андрей Дмитриевич                                            | 24.03.1945            | пехота       | командир взвода противотанковых ружей отдельного лыжного батальона 10-й гвардейской стрелковой дивизии 14-й армии Карельского фронта | гвардии старший лейтенант            | 24.08.1917 — 07.05.1984 | [ БС 24 ] [ ГС 98 ] [ НЛ 93 ]   |
| 222   | Фролов Василий Михайлович                                           | 21.03.1940            | пехота       | командир разведывательной роты 679-го стрелкового полка 113-й стрелковой дивизии 7-й армии Северо-Западного фронта | младший лейтенант                    | 17.05.1910 — 13.02.1940 | [ БС 24 ] [ ГС 99 ] [ НЛ 94 ]   |
| 223   | Фролов Василий Сергеевич                                            | 20.03.1991            | авиация      | командир звена 210-го штурмового авиационного полка 136-й штурмовой авиационной дивизии 10-го штурмового авиационного корпуса 17-й воздушной армии                                                                                        | младший лейтенант                    | 20.02.1923 — 24.02.2006 | ——                              |
| 224   | Фролов Иван Акимович                                                | 25.09.1944            | артиллерия   | наводчик орудия 961-го стрелкового полка 274-й стрелковой дивизии 69-й армии 1-го Белорусского фронта | старший сержант                      | 04.08.1917 — 11.03.1960 | [ БС 24 ] [ ГС 101 ] [ НЛ 95 ]  |
| 225   | Фролов Иван Васильевич                                              | 15.01.1944            | артиллерия   | командир взвода 50-мм миномётов 234-го гвардейского стрелкового полка 76-й гвардейской стрелковой дивизии 61-й армии Центрального фронта                                                                                                  | гвардии лейтенант                    | 12.07.1918 — 17.05.1944 | [ БС 24 ] [ ГС 102 ] [ НЛ 96 ]  |
| 226   | Фролов Иван Николаевич                                              | 04.06.1942            | пехота       | стрелок 8-го мотоциклетного полка 5-го механизированного корпуса 20-й армии Западного фронта | красноармеец                         | 08.09.1918 — 02.04.1944 | [ БС 24 ] [ ГС 103 ] [ НЛ 97 ]  |
| 227   | Фролов Иван Петрович                                                | 10.04.1945            | танкист      | командир роты танков Т-34 13-й гвардейской танковой бригады 4-го гвардейского танкового корпуса 5-й гвардейской армии 1-го Украинского фронта                                                                                             | гвардии лейтенант                    | 21.04.1913 — 01.05.1976 | [ БС 26 ] [ ГС 104 ] [ НЛ 98 ]  |
| 228   | Фролов Иван Тимофеевич                                              | 18.08.1945            | авиация      | командир звена 166-го гвардейского штурмового авиационного полка 10-й гвардейской штурмовой авиационной дивизии 17-й воздушной армии 3-го Украинского фронта                                                                              | гвардии старший лейтенант            | 20.05.1918 — 03.05.1977 | [ БС 27 ] [ ГС 105 ] [ НЛ 99 ]  |
| 229   | Фролов Иван Яковлевич                                               | 22.02.1944            | артиллерия   | наводчик орудия 280-го гвардейского стрелкового полка 92-й гвардейской стрелковой дивизии 37-й армии Степного фронта | гвардии красноармеец                 | 27.07.1923 — 23.11.1992 | [ БС 27 ] [ ГС 106 ] [ НЛ 100 ] |
| 230   | Фролов Илья Антонович                                               | 24.03.1945            | пехота       | командир роты 945-го стрелкового полка 262-й стрелковой дивизии 39-й армии 3-го Белорусского фронта | старший лейтенант                    | 05.01.1915 — 13.10.1944 | [ БС 27 ] [ ГС 107 ] [ НЛ 101 ] |
| 231   | Фролов Константин Иванович                                          | 03.06.1944            | пехота       | разведчик взвода пешей разведки 1292-го стрелкового полка 113-й стрелковой дивизии 57-й армии 3-го Украинского фронта | старший сержант                      | 19.05.1924 — 26.03.1944 | [ БС 27 ] [ ГС 108 ] [ НЛ 102 ] |
| 232   | Фролов Михаил Алексеевич                                            | 18.08.1945            | авиация      | командир эскадрильи 657-го штурмового авиационного полка 196-й штурмовой авиационной дивизии 4-го штурмового авиационного корпуса 4-й воздушной армии 2-го Белорусского фронта                                                            | лейтенант                            | 20.11.1922 — 26.05.1999 | [ БС 27 ] [ ГС 109 ] [ НЛ 103 ] |
| 233   | Фролов Михаил Иванович                                              | 01.11.1943            | пехота       | командир отделения 690-го стрелкового полка 126-й стрелковой дивизии 51-й армии 4-го Украинского фронта | старший сержант                      | 13.11.1911 — 20.10.1943 | [ БС 27 ] [ ГС 110 ] [ НЛ 104 ] |
| 234   | Фролов Михаил Иванович                                              | 10.04.1945            | пехота       | командир взвода 385-го стрелкового полка 112-й стрелковой дивизии 13-й армии 1-го Украинского фронта | лейтенант                            | 01.11.1915 — 26.01.1945 | [ БС 27 ] [ ГС 111 ] [ НЛ 105 ] |
| 235   | Фролов Михаил Павлович                                              | 10.01.1944            | танкист      | командир роты танков Т-34 389-го танкового батальона 178-й танковой бригады 10-го танкового корпуса Воронежского фронта | лейтенант                            | 27.09.1916 — 09.11.1991 | [ БС 27 ] [ ГС 112 ] [ НЛ 106 ] |
| 236   | Фролов Михаил Фёдорович                                             | 23.10.1943            | танкист      | механик-водитель танка 183-й танковой бригады 10-го танкового корпуса 40-й армии Воронежского фронта | старший сержант                      | 05.05.1910 — 13.01.1981 | [ БС 28 ] [ ГС 113 ] [ НЛ 107 ] |
| 237   | Фролов Николай Михайлович                                           | 24.03.1944            | партизан     | ативный участник партизанской борьбы на Украине и в Молдавии, заместитель по минно-подрывному делу командира партизанского отряда имени Лазо 1-го Молдавского партизанского соединения                                                    | —                                    | 14.10.1924 — 12.05.1987 | [ БС 28 ] [ ГС 114 ] [ НЛ 108 ] |
| 238   | Фролов Николай Никифорович                                          | 10.04.1945            | пехота       | пулемётчик 39-го гвардейского стрелкового полка 13-й гвардейской стрелковой дивизии 5-й гвардейской армии 1-го Украинского фронта | гвардии младший сержант              | 21.08.1912 — 17.04.1945 | [ БС 28 ] [ ГС 115 ] [ НЛ 109 ] |
| 239   | Фролов Павел Григорьевич                                            | 10.04.1945            | артиллерия   | командир огневого взвода артиллерийского дивизиона 23-й гвардейской мотострелковой бригады 7-го гвардейского танкового корпуса 3-й гвардейской танковой армии 1-го Украинского фронта                                                     | гвардии лейтенант                    | 17.07.1909 — 14.09.1991 | [ БС 28 ] [ ГС 116 ] [ НЛ 110 ] |
| 240   | Фролов Пётр Васильевич                                              | 24.12.1943            | артиллерия   | орудийный номер батареи 691-го артиллерийского полка 237-й стрелковой дивизии 40-й армии Воронежского фронта | красноармеец                         | 1904 — 14.09.1967       | [ БС 28 ] [ ГС 117 ] [ НЛ 111 ] |
| 241   | Фроловский Семён Алексеевич                                         | 07.08.1943            | авиация      | командир корабля Ли-2 1-го авиационного полка 1-й авиационной транспортной дивизии Главного управления Гражданского воздушного флота | старший лейтенант                    | 02.02.1906 — 16.04.1998 | [ БС 28 ] [ ГС 118 ] [ НЛ 112 ] |
| 242   | Фрунзе Тимур Михайлович                                             | 16.03.1942            | авиация      | лётчик 161-го истребительного авиационного полка 57-й смешанной авиационной дивизии Северо-Западного фронта | лейтенант                            | 05.04.1923 — 19.01.1942 | [ БС 29 ] [ ГС 119 ] [ НЛ 113 ] |
| 243   | Фуковский Александр Васильевич укр. Фуковський Олександр Васильович | 17.10.1943            | артиллерия   | командир миномётной роты миномётного батальона 24-й гвардейской механизированной бригады 7-го гвардейского механизированного корпуса 60-й армии Центрального фронта                                                                       | гвардии лейтенант                    | 01.10.1920 — 02.05.1997 | [ БС 30 ] [ ГС 120 ] [ НЛ 114 ] |
| 244   | Фурманов Александр Мефодьевич укр. Фурманов Олександр Мефодійович   | 22.02.1944            | инженер      | командир отделения 2-го гвардейского отдельного моторизированного понтонно-мостового батальона 4-й понтонно-мостовой бригады РГК в составе 8-й гвардейской армии 3-го Украинского фронта                                                  | гвардии старшина                     | 22.11.1915 — 07.05.1982 | [ БС 30 ] [ ГС 121 ] [ НЛ 115 ] |
| 245   | Фурс Павел Михайлович                                               | 19.08.1944            | авиация      | командир эскадрильи 8-го гвардейского авиационного полка 8-й гвардейской авиационной дивизии 2-го гвардейского авиационного корпуса Авиации дальнего действия                                                                             | гвардии капитан                      | 28.07.1920 — 21.11.1981 | [ БС 30 ] [ ГС 122 ] [ НЛ 116 ] |
| 246   | Фурсенко Иван Семёнович укр. Фурсенко Іван Семенович                | 24.03.1945            | артиллерия   | командир орудия 2012-го зенитного артиллерийского полка 49-й зенитной артиллерийской дивизии РГК в составе 49-й армии 2-го Белорусского фронта                                                                                            | старший сержант                      | 1918 — 29.07.1944       | [ БС 30 ] [ ГС 123 ] [ НЛ 117 ] |
| 247   | Фурсов Василий Егорович                                             | 17.11.1943            | пехота       | старшина роты 1339-го стрелкового полка 318-й стрелковой дивизии 18-й армии Северо-Кавказского фронта | старшина                             | 10.03.1920 — 17.11.1943 | [ БС 30 ] [ ГС 124 ] [ НЛ 118 ] |
| 248   | Фурсов Николай Дмитриевич                                           | 10.04.1945            | танкист      | командир танкового взвода 237-й танковой бригады 31-го танкового корпуса 1-го Украинского фронта | лейтенант                            | 09.12.1924 — 19.02.1945 | [ БС 30 ] [ ГС 125 ] [ НЛ 119 ] |
| 249   | Фуфачёв Владимир Филиппович                                         | 29.06.1945            | авиация      | лётчик 565-го штурмового авиационного полка 224-й штурмовой авиационной дивизии 8-го штурмового авиационного корпуса 8-й воздушной армии 4-го Украинского фронта                                                                          | лейтенант                            | 23.06.1923 — 15.05.1945 | [ БС 30 ] [ ГС 126 ] [ НЛ 120 ] |

| Навигационная таблица | Навигационная таблица                    |
| --------------------- | ---------------------------------------- |
| «Ф»                   | Фабричнов Василий — Филимоненков Василий |
| «Ф»                   | Филимонов Александр — Фуфачёв Владимир   |